# Pagurus prideaux
Pagurus prideaux is een tienpotigensoort uit de familie van de Paguridae. De wetenschappelijke naam van de soort is voor het eerst geldig gepubliceerd in 1815 door Leach.